# Weiße Armee, schwarzer Baron
Weiße Armee, schwarzer Baron (russisch Белая армия, чёрный барон), auch bekannt als Krasnaja Armija wsech silnei (russisch Красная Армия всех сильней) ist ein russisches Arbeiterlied aus dem Jahr 1920. Der Text stammt von Pawel Gorinschtejn (1895–1961), die Melodie von Samuil Pokrass (1897–1939).
Während des Russischen Bürgerkriegs war es ein Kampflied der Roten Armee. Der schwarze Baron war Generalleutnant Pjotr Nikolajewitsch Wrangel.
Die Melodie von Samuel Pokrass bildet auch die Grundlage für Fritz Brügels Lied Die Arbeiter von Wien, dem wiederum der B-Teil des Chansons Les feuilles mortes (Autumn Leaves) ähnelt. Eine deutsche Nachdichtung heißt Weißes Gesindel und adlige Brut.